# Masters de Montecarlo 2015
El Monte-Carlo Rolex Masters 2015 es un torneo de tenis masculino que se juega en abril de 2015 sobre polvo de ladrillo. Es la 109.ª edición del llamado Masters de Montecarlo, patrocinado por Rolex por sexta vez. Tuvo lugar en el Montecarlo Country Club de Roquebrune-Cap-Martin (Francia), cerca de Montecarlo (Mónaco).

## Cabezas de serie

### Individuales masculino

#### Sembrados
| Semb. | Rk. | Jugador               | Puntos Antes | Puntos a Defender | Puntos Ganados | Puntos Después | Actuación en el Torneo                           |
| ----- | --- | --------------------- | ------------ | ----------------- | -------------- | -------------- | ------------------------------------------------ |
| 1     | 1   | Novak Djokovic        | 13.205       | 360               | 1000           | 13.845         | Campeón, venció a Tomáš Berdych [6]              |
| 2     | 2   | Roger Federer         | 8.895        | 600               | 90             | 8.385          | Tercera Ronda, perdió ante Gaël Monfils [14]     |
| 3     | 5   | Rafael Nadal          | 5.255        | 180               | 360            | 5.435          | Semifinales, perdió ante Novak Djokovic [1]      |
| 4     | 6   | Milos Raonic          | 5.070        | 180               | 180            | 5.070          | Cuartos de final, retiro ante Tomáš Berdych [6]  |
| 5     | 7   | David Ferrer          | 4.670        | 360               | 180            | 4.490          | Cuartos de final, perdió ante Rafael Nadal [3]   |
| 6     | 8   | Tomáš Berdych         | 4.510        | 90                | 600            | 5.020          | Final, perdió ante Novak Djokovic [1]            |
| 7     | 9   | Stan Wawrinka         | 4.405        | 1000              | 90             | 3.495          | Tercera Ronda, perdió ante Grigor Dimitrov [9]   |
| 8     | 10  | Marin Čilić           | 3.360        | 45                | 180            | 3.495          | Cuartos de final, perdió ante Novak Djokovic [1] |
| 9     | 11  | Grigor Dimitrov       | 3.055        | 90                | 180            | 3.145          | Cuartos de final, perdió ante Gaël Monfils [14]  |
| 10    | 13  | Gilles Simon          | 2.210        | 10                | 90             | 2.290          | Tercera Ronda, perdió ante David Ferrer [5]      |
| 11    | 14  | Jo-Wilfried Tsonga    | 2.135        | 180               | 90             | 2.045          | Tercera Ronda, perdió ante Marin Čilić [8]       |
| 12    | 15  | Roberto Bautista Agut | 1.940        | 45                | 90             | 1.985          | Tercera Ronda, perdió ante Tomáš Berdych [6]     |
| 13    | 17  | Ernests Gulbis        | 1.910        | 10                | 10             | 1.910          | Primera Ronda, perdió ante Andreas Haider-Maurer |
| 14    | 18  | Gaël Monfils          | 1.750        | 45                | 360            | 2.065          | Semifinales, perdió ante Tomáš Berdych [6]       |
| 15    | 19  | John Isner            | 1.720        | 0                 | 90             | 1.810          | Tercera Ronda, perdió ante Rafael Nadal [3]      |
| 16    | 20  | Tommy Robredo         | 1.720        | 90                | 90             | 1.720          | Tercera Ronda, perdió ante Milos Raonic [4]      |

#### Bajas masculinas
| Ranking | Jugador      | Puntos Antes | Puntos a Defender | Puntos Ganados | Puntos Después | Baja debido a |
| ------- | ------------ | ------------ | ----------------- | -------------- | -------------- | ------------- |
|         | Bandera de ? |              |                   |                |                |               |
|         | Bandera de ? |              |                   |                |                |               |

### Dobles masculino
| Tenistas                             | Ranking | Preclasificado |
| Bob Bryan Mike Bryan                 | 2       | 1              |
| Ivan Dodig Marcelo Melo              | 9       | 2              |
| Jean-Julien Rojer Horia Tecău        | 22      | 3              |
| Marcin Matkowski Nenad Zimonjić      | 25      | 4              |
| Marcel Granollers Marc López         | 27      | 5              |
| Daniel Nestor Leander Paes           | 30      | 6              |
| Alexander Peya Bruno Soares          | 31      | 7              |
| Nicolas Mahut Édouard Roger-Vasselin | 32      | 8              |

## Campeones

### Individuales
Novak Djokovic venció a  Tomáš Berdych por 7-5, 4-6, 6-3

### Dobles
Bob Bryan /  Mike Bryan vencieron a  Simone Bolelli /  Fabio Fognini por 7-6(3), 6-1